# Грабар Олександр Олександрович
Грабар Олександр Олександрович (нар. 17 серпня 1883 — 1959) — український орнітолог.

## Життєпис
О. О. Грабар народився 17 серпня 1883 р. в Будапешті. Ужгородську гімназію закінчив у 1902 р., Будапештський університет — в 1906 р. У 20-30-х роках викладав природознавство, географію і філософію в Ужгородській гімназії, з 1944 р. і до кінця своїх днів працював в Ужгородському обласному музеї, де зберігаються не тільки його майстерно виконані опудала птахів, але і картини (вчений був родичем відомого радянського академіка живопису і діяча охорони пам'ятників культури І. Е. Грабаря).
О. О. Грабар був одним з перших орнітологів Закарпаття, чимало зробив для охорони птахів. Він займався вирощуванням рідкісних видів хижих птахів у неволі, опублікувавши з цього питання кілька методик. У різного роду популярних статтях він доводив користь хижих птахів і закликав не стріляти їх і не рушити гнізд. Багато зробив вчений і для популяризації ідеї збереження природи як викладач гімназії і як працівник краєзнавчого музею.
Помер О. О. Грабар в 1959 р.

## Публікації
- Грабар О. Птаство Подкарпатской Руси. — Подкарпятска Русь, 1931.
- Грабар О. Наши птицы в маю и июнію. — 1931.
- Грабар О. Хижоє птацтво Подкарпаття. — Зоря, 1941—1942.